# Star Tours: The Adventures Continue
Star Tours : L'Aventure continue
Star Tours: The Adventures Continue ou  Star Tours : L'Aventure continue en français, est une attraction des parcs Disney de type cinéma dynamique. Il s'agit d'une nouvelle version de l'attraction Star Tours, présente aux Disney's Hollywood Studios, à Disneyland, à Tokyo Disneyland et au Parc Disneyland.
Dans Star Tours: The Adventures Continue, les visiteurs embarquent pour un voyage mouvementé, les droïdes C-3PO et R2-D2 ayant pour mission de ramener un espion rebelle sain et sauf à l'Alliance rebelle ou la Résistance.
L'attraction comprend des lieux et personnages de l'intégralité de la saga, de l'épisode I à l'épisode IX.

## Films

### Synopsis

#### Présentation de l'univers

Un sabre laser bleu, arme des Jedi, et un sabre laser rouge, arme des Sith.

L'univers de Star Wars se déroule dans une galaxie, théâtre d'affrontements entre les Chevaliers Jedi et les Seigneurs noirs des Sith, personnes sensibles à la Force, un champ énergétique mystérieux leur procurant des pouvoirs psychiques. Les Jedi maîtrisent le Côté lumineux de la Force, pouvoir bénéfique et défensif, pour maintenir la paix dans la galaxie. Les Sith utilisent le Côté obscur, pouvoir nuisible et destructeur, pour leurs usages personnels et pour dominer la galaxie.
Pour amener la paix, une République galactique a été fondée avec pour capitale la planète Coruscant. Mais, tout au long de son existence, elle est secouée par des sécessions et des guerres. Pour mettre fin à ceci, la République est remplacée en 19 av. BY par un Empire galactique autoritaire et discriminatoire. Cette nouvelle entité est dirigée par le Sith Palpatine et son apprenti Dark Vador.
Mais après plusieurs années, la brutalité du régime provoque l'apparition d'une opposition armée : l'Alliance rebelle. Sa première victoire se déroule lors de la bataille de Yavin, lorsque les rebelles parviennent à détruire l'arme absolue de l'Empire, la station spatiale Étoile de la mort. En 3 ap. BY, Dark Vador contre-attaque en détruisant la base principale des rebelles sur la planète Hoth. L'année suivante, les rebelles découvrent l'existence d'une seconde Étoile de la mort autour d'Endor. Lors de la bataille qui s'y déroule, ils parviennent à renverser l'Empire, à détruire sa nouvelle super arme et à vaincre l'Empereur et son disciple Dark Vador. L'Empire étant vaincu, il est remplacé par un régime démocratique, la Nouvelle République.
Trois décennies plus tard, la paix est menacée par le Premier Ordre, un groupe armé dirigé par le suprême leader Snoke et son disciple Kylo Ren. Il dispose d'une nouvelle arme : la base Starkiller. Celle-ci est semblable à l'Étoile de la mort mais peut détruire un système planétaire entier. Ainsi en 34 ap. BY, le Premier Ordre fait usage de son arme pour détruire le système de Hosnian Prime, la capitale temporaire de la Nouvelle République. La Résistance, un groupe armé dirigé par Leia Organa, parvient à détruire la base Starkiller. Cependant, elle est ensuite pourchassée par Kylo Ren qui cherche à se venger,. En 35 ap. BY, Palpatine s'avère avoir survécu à la bataille d'Endor et dirige le Premier Ordre depuis le début sur Exegol. La Résistance envoie toute sa flotte sur cette planète, faisant face à une importante concentration de croiseurs adverses. Le Premier Ordre est finalement vaincu, et la démocratie restaurée.

#### Déroulement du synopsis
En 1 av. BY, le visiteur entre dans l'astroport THX1138 en orbite dans le système de la Terre. La compagnie de vol spatial Star Tours effectue des liaisons depuis cet astroport vers d'autres planètes. Le visiteur passe dans le centre de réparation de l'astroport où C-3PO et R2-D2 s'affèrent autour d'un StarSpeeder 1000, le principal vaisseau de la compagnie. Il traverse ensuite la zone de contrôle des bagages où le droïde G2-9T vérifie chaque bagage. Dans cette même salle se trouvent d'autres droïdes, notamment Rex qui attend d'être retourné au fabricant. Le visiteur est ensuite aiguillé vers l'une des portes d'embarquement. Là un écran lui permet d'observer tout le monde qui s'affère autour du StarSpeeder dans lequel il s'apprête à monter. Il peut notamment voir que C-3PO est appelé par le pilote AC-38 pour réparer un problème technique avant que le décollage ait lieu,.
Une fois le vaisseau prêt, le visiteur embarque à bord du vol ST-1401 en direction de Coruscant. Cependant, il s'avère que le pilote n'est pas à bord mais que C-3PO se tient toujours à sa place car il n'avait pas terminé de résoudre le problème technique. La séquence de décollage automatique étant enclenchée, il se retrouve contre son gré à devoir piloter la navette accompagné de R2-D2. Alors qu'ils n'ont pas encore quitté l'astroport, ils sont arrêtés par Dark Vador, Boba Fett et des stormtroopers. En effet, un espion rebelle se trouve à bord parmi les voyageurs. R2-D2 parvient à quitter l'astroport et envoie le StarSpeeder dans l'hyperespace vers la destination la plus proche,.
Sur place, les passagers rencontrent différents défis en fonction du monde sur lequel ils se trouvent. C-3PO est ensuite contacté par un membre notoire de l'Alliance rebelle qui lui transmet des coordonnées vers un lieu sécurisé où il pourra livrer l'espion. Après un nouveau saut dans l'hyperespace, le StarSpeeder doit faire face à quelque difficultés avant de pouvoir se poser. Les voyageurs sont invités à quitter le vaisseau et sont dirigés vers un couloir présentant quelques destinations de la compagnie Star Tours,.

Exemple de planètes visibles dans l'attraction.
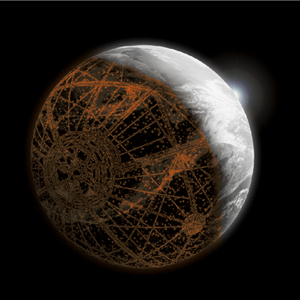
Vue d'artiste de Coruscant.
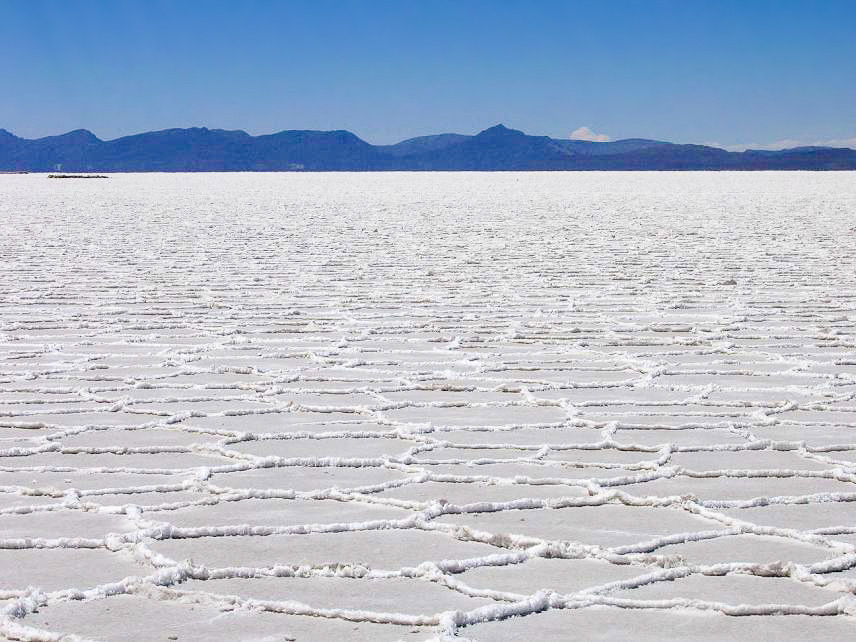
Lieu de tournage de Crait, à Salar d'Uyuni, en Bolivie.
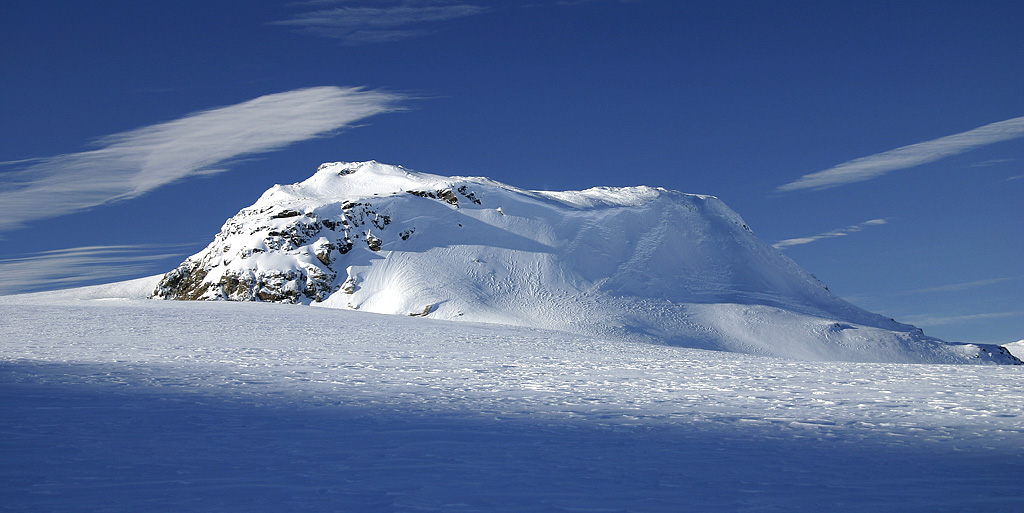
Lieu de tournage de Hoth, à Finse, en Norvège.
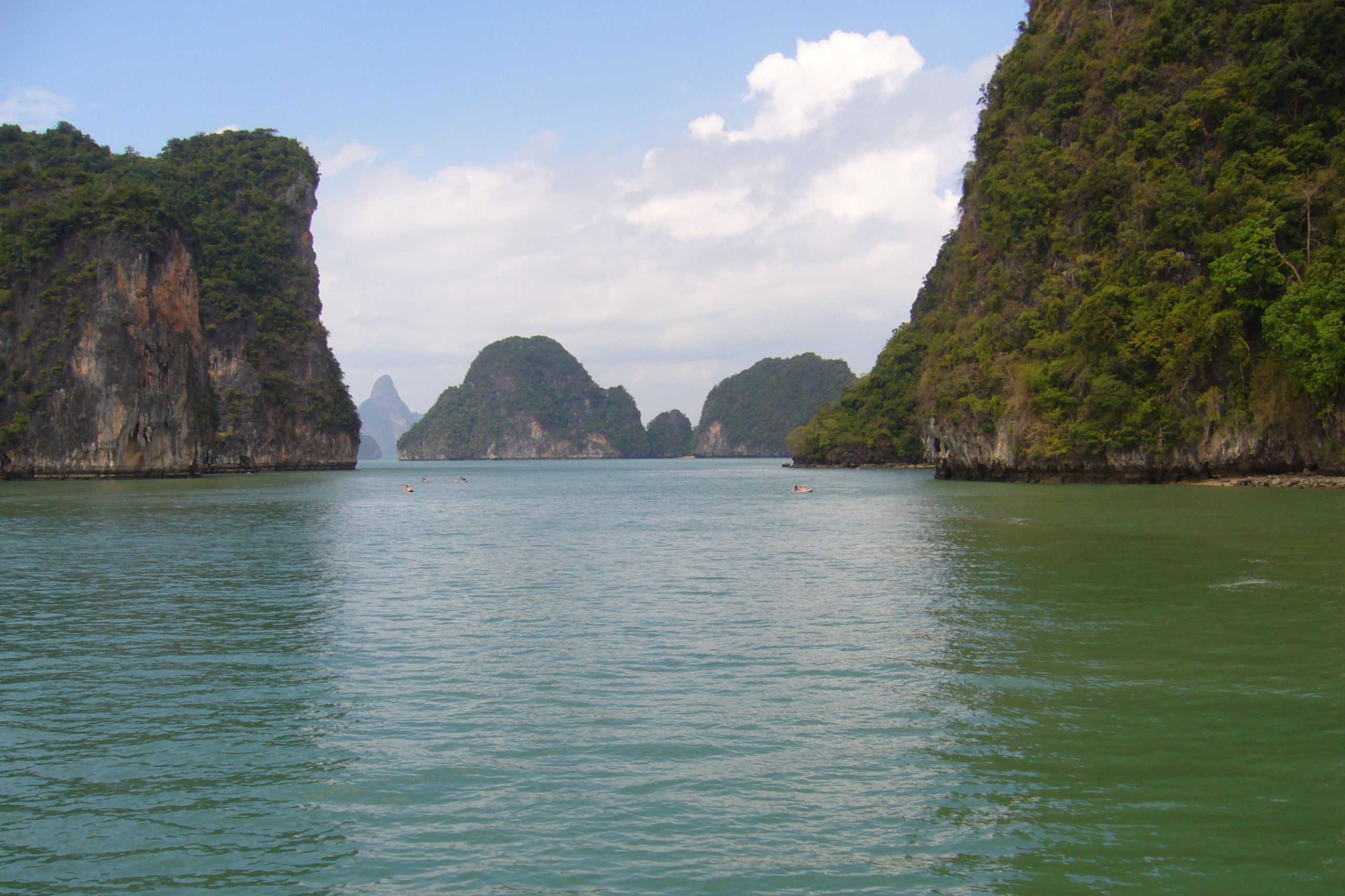
Lieu de tournage de Kashyyyk, à Fang Nga, en Thaïlande.
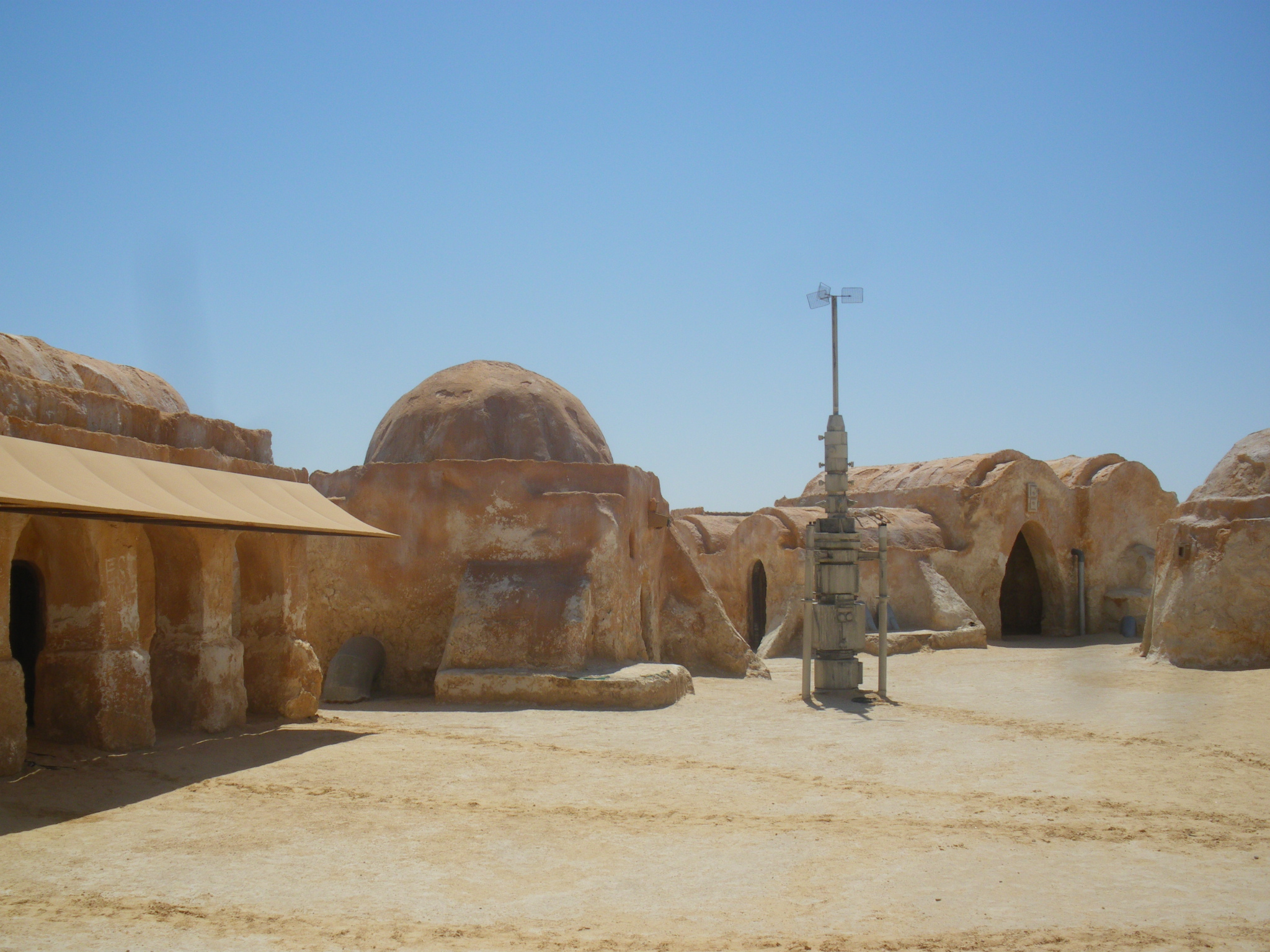
Lieu de tournage de la ville de Mos Espa sur Tatooine, en Tunisie.

### Personnages

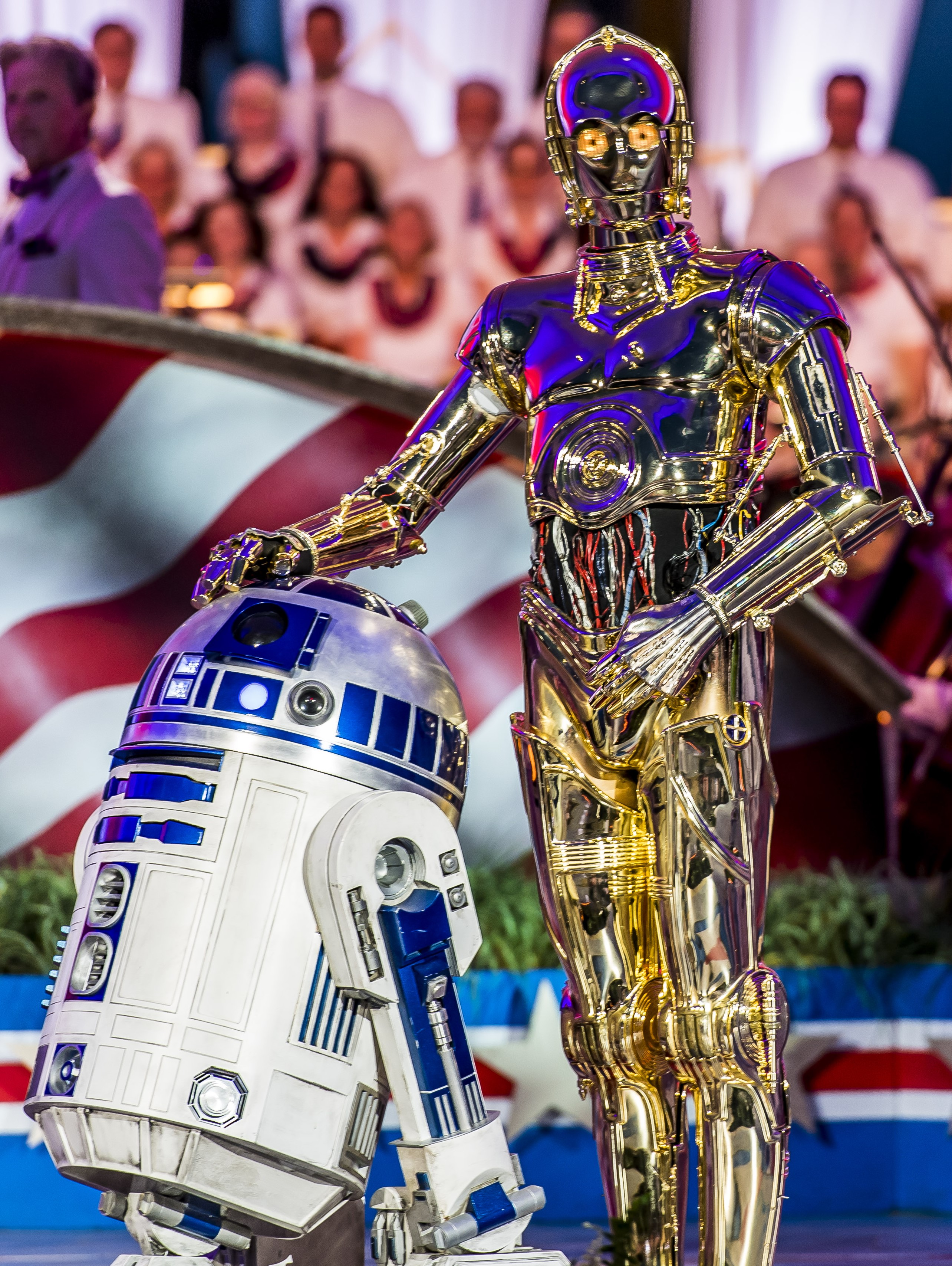
R2-D2 et C-3PO à Washington en 2017.

- C-3PO est un droïde de protocole construit par Anakin Skywalker sur Tatooine. Durant la guerre des clones, il accompagne la sénatrice Amidala[16]. Après la guerre, il est récupéré par le sénateur Organa qui le confie au capitaine Raymus Antilles pour qu'il travaille temporairement pour la compagnie Star Tours. À la suite de l'incident du vol ST-1401, il est discrètement retourné à son propriétaire[14].
- R2-D2 est un droïde astromécano successivement au service de Naboo, de la République galactique et des Jedi[17]. Après la guerre des clones, il est récupéré par le sénateur Organa qui le confie au capitaine Raymus Antilles pour qu'il travaille temporairement pour la compagnie Star Tours. À la suite de l'incident du vol ST-1401, il est discrètement retourné à son propriétaire[14].
- Dark Vador est un ancien Jedi devenu Sith. Il est le second et l'apprenti de l'empereur Palpatine qui l'a chargé de traquer les rebelles[18].
- Kylo Ren est un ancien Jedi devenu l'apprenti du sinistre suprême leader Snoke. Celui-ci l'a chargé de traquer les membres de la Résistance[19].
- Boba Fett est un chasseur de primes embauché par l'Empire pour traquer un espion rebelle[14].
- AC-38 alias Ace est un droïde pilote employé par la compagnie de vol spatial Star Tours. Il était responsable du vol ST-1401 avant que celui-ci ne décolle de façon impromptue[14],[20].
- Aly San San est une droïde employée par la compagnie de vol spatial Star Tours. Elle est chargée d'informer les voyageurs des différentes consignes de sécurité à bord des vols[20].

### Fiche technique
Sauf indication contraire, les informations mentionnées dans cette section peuvent être confirmées par la base de données cinématographiques IMDb,  présente dans la section « Liens externes ».
- Titre original : Star Tours: The Adventures Continue
- Titre français : Star Tours : L'Aventure continue
- Scénario : Tom Fitzgerald, George Lucas et Steve Spiegel
- Musique : Michael Giacchino
- Direction artistique : Simon J. Roth et Stephen Zavala
- Maquillage : Danny Wagner
- Son : David Acord, Dustin Cawood et Tom Myers
- Montage : Tom Gabriel, Ken Saba et Scott Sohan
- Production : Tom Fitzgerald, Linda Folsom et George Lucas
- Sociétés de production : Lucasfilm et Walt Disney Imagineering
- Pays de production :  États-Unis
- Langue originale : anglais
- Format : couleur
- Genre : science-fiction
- Durée : 5 minutes

### Distribution
- Anthony Daniels (VF : Jean-Claude Donda) : voix de C-3PO
- James Earl Jones (VF : Philippe Catoire) : voix de Dark Vador
- Adam Driver (VF : Valentin Merlet) : voix de Kylo Ren
- Oscar Isaac (VF : Benjamin Penamaria) : Poe Dameron
- John Boyega (VF : Diouc Koma) : Finn
- Frank Oz (VF : Daniel Kenigsberg) : voix de Yoda
- Carrie Fisher (VF : Barbara Tissier) : princesse Leia (images d'archives)
- Billy Dee Williams : Lando Calrissian
- Tom Kane (VF : Patrick Raynal) : voix de l'amiral Ackbar
- Dee Bradley Baker (VF : Gilles Morval) : Boba Fett
- Domhnall Gleeson (VF : Jean-Pierre Michaël) : général Hux
- Gwendoline Christie (VF : Julie Dumas) : capitaine Phasma
- Lupita Nyong'o (VF : Marie Tirmont) : Maz Kanata
- Ben Burtt : voix de BB-8
- Marianne McLean : Mon Mothma
- Allison Janney : voix d'Aly San San
- Lindsay Schnebly : voix d'AC-38
- Alison Blanchard : ordinateur de scan des bagages
- Tom Fitzgerald : voix de G2-9T
- Patrick Warburton : G2-4T
- Andrew O. Page : Dark Vador
- Fred Tatasciore : Dark Vador / capitaine gungan
- Julie Dolan : voix de la princesse Leia
- Sterling Hedgpeth : pilote rebelle
- Hayden Landis : pilote rebelle
- Steve Spiegel : pilote rebelle
- April Royster : chef de l'escouade de Naboo
- Stephanie Taylor : une femme de la vidéo d'embarquement
- Paul Reubens (VF : Luq Hamet) : RX-24 (enregistrements audio d'archive)

Sources : IMDb et Allodoublage.com

Photos des principaux interprètes.
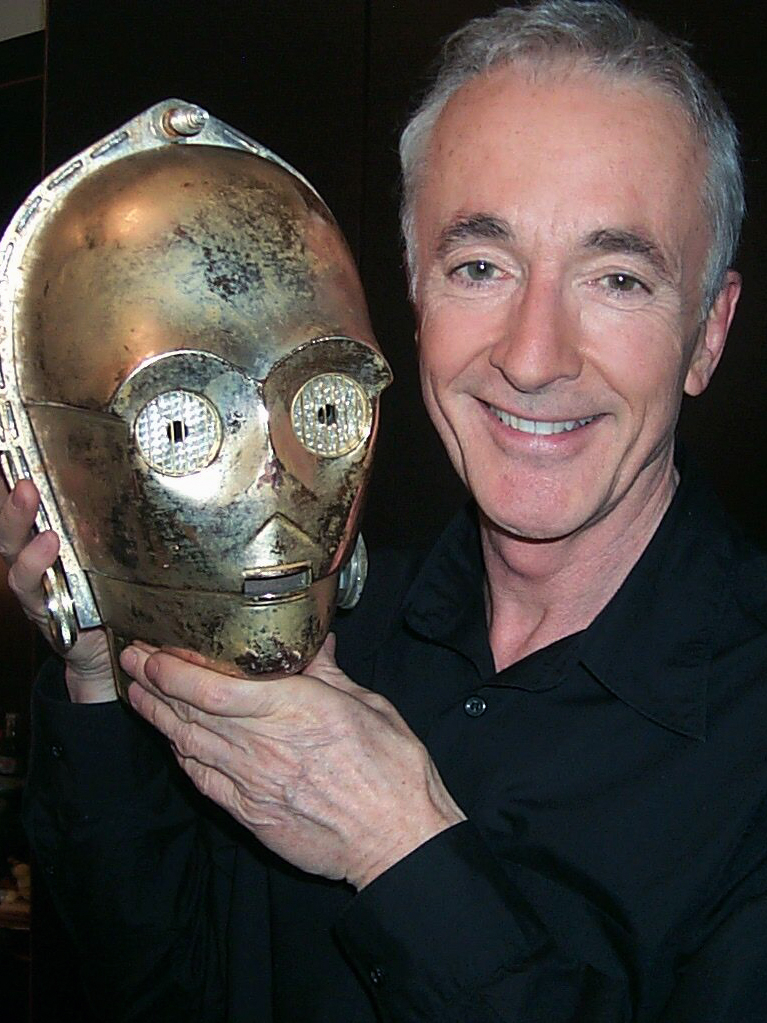
Anthony Daniels en 2005.
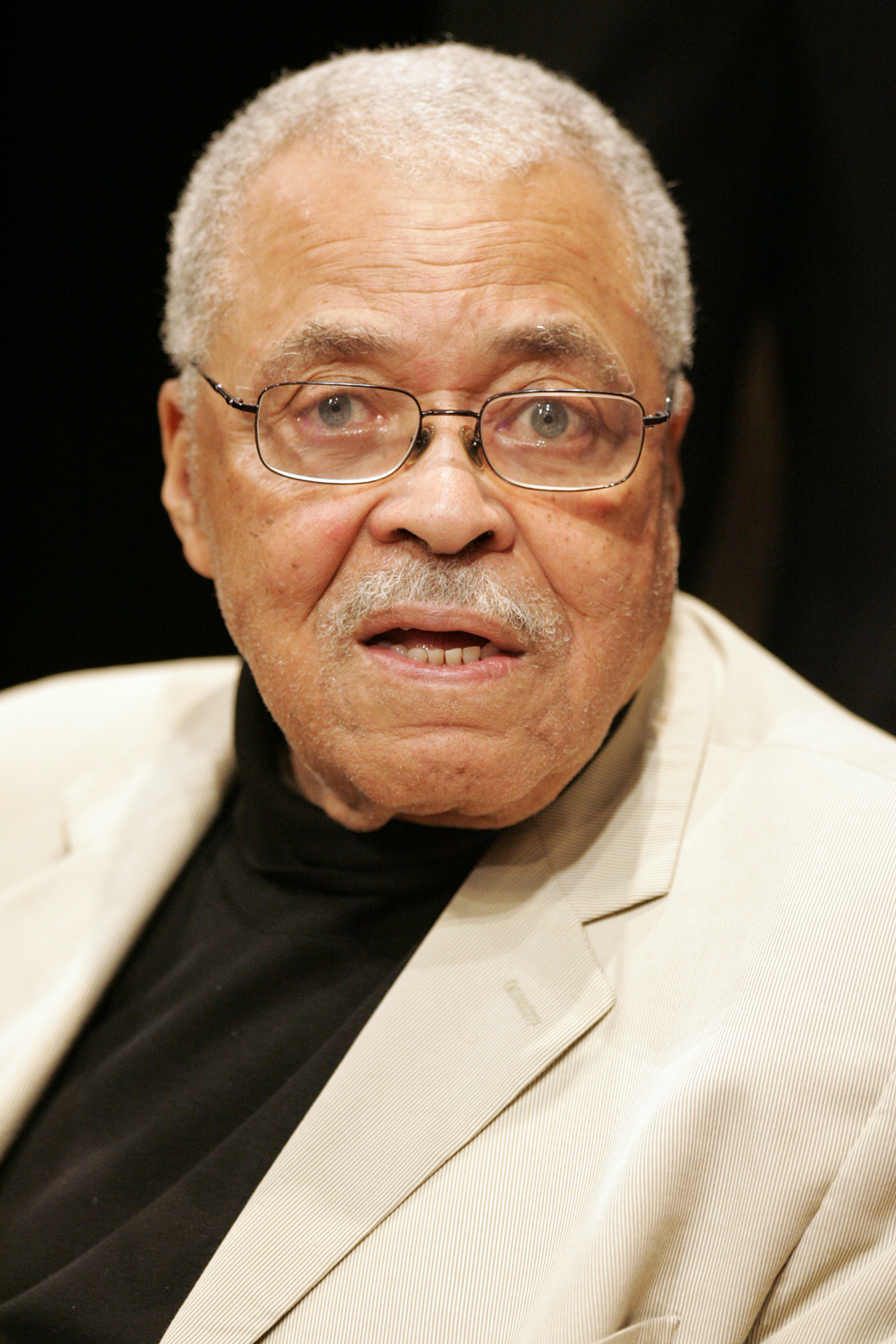
James Earl Jones en 2013.
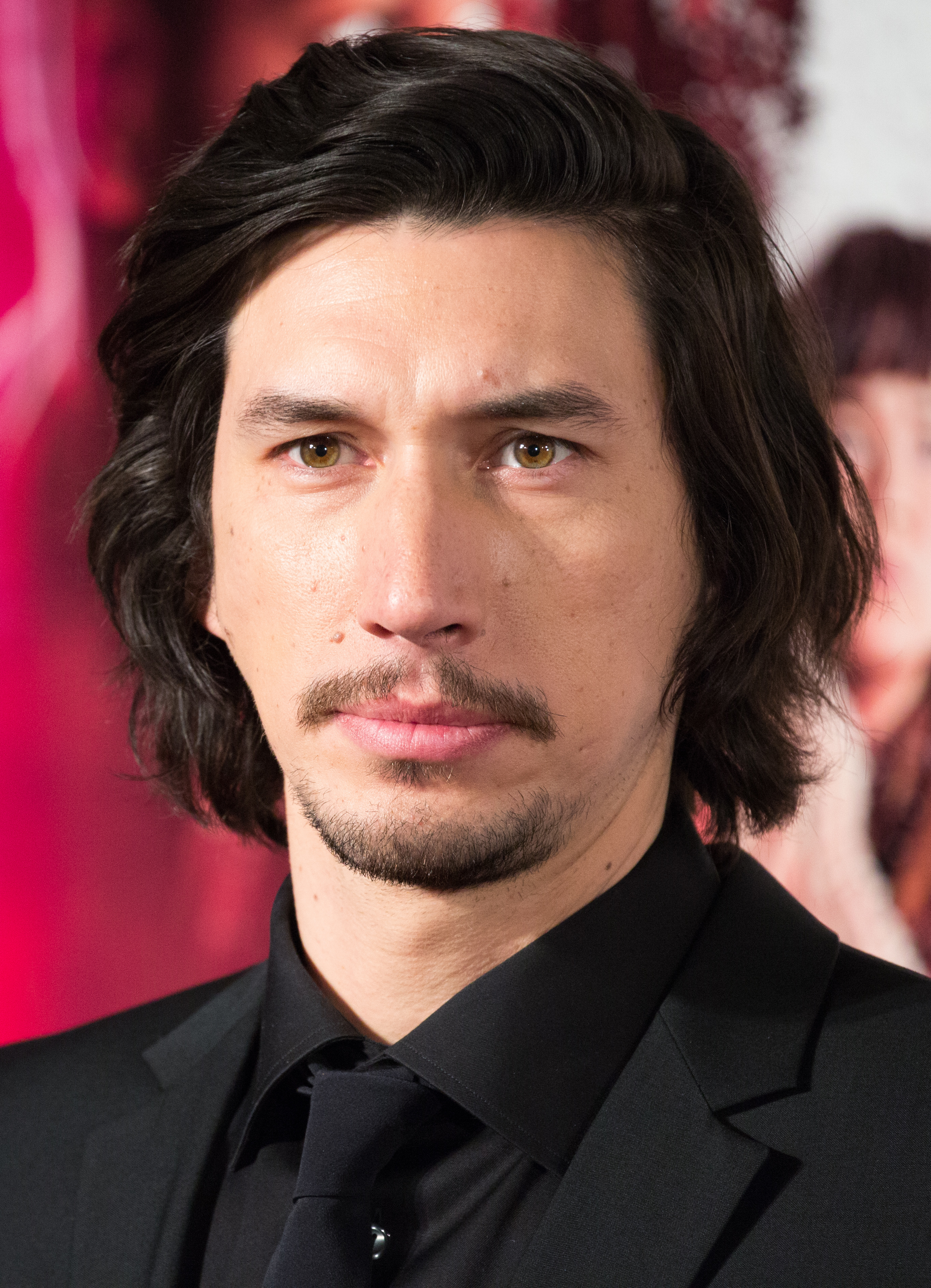
Adam Driver en 2017.
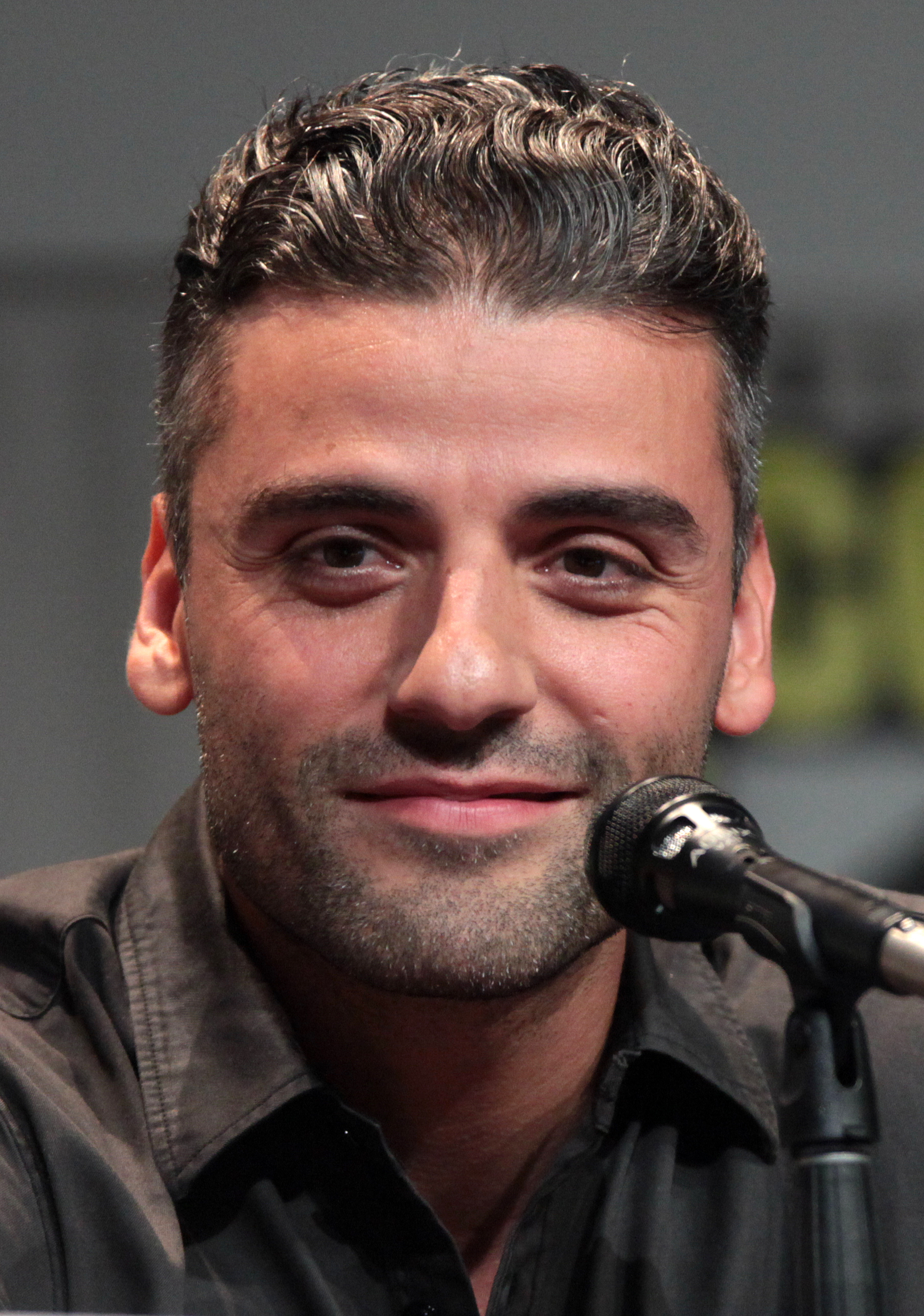
Oscar Isaac en 2015.
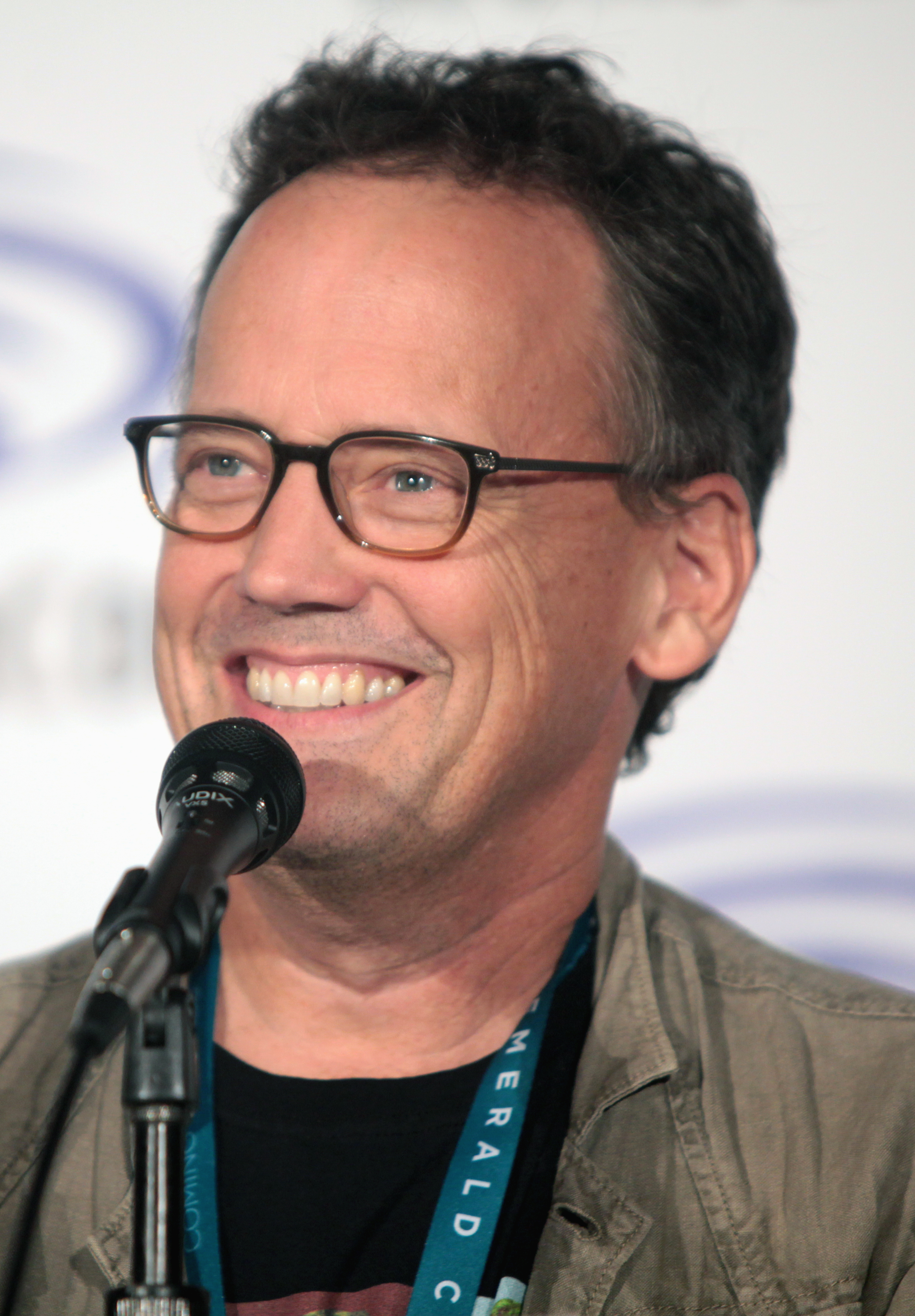
Dee Bradley Baker en 2016.
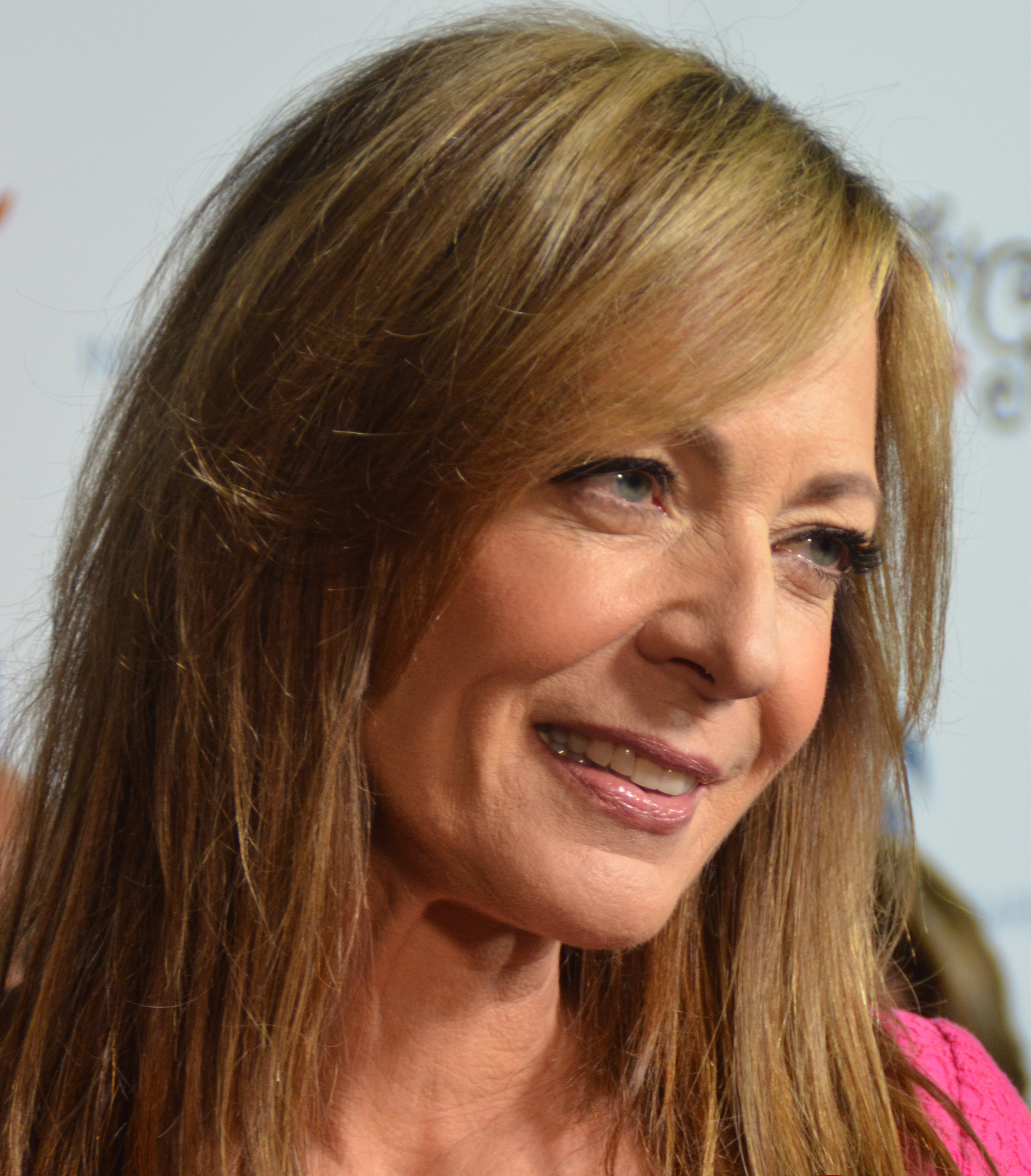
Allison Janney en 2014.

### Musique
Durant la conception de l'attraction, John Williams est approché par la Walt Disney Imagineering pour composer la musique de l'attraction. Après avoir lu les scénarios des différentes séquences, Williams a jugé que composer une nouvelle bande-son n'est pas nécessaire. À la place, il propose de réutiliser des morceaux qu'il avait composé pour les films de la saga. Le compositeur Michael Giacchino est chargé d'arranger les différents thèmes de Star Wars pour les publicités et vidéos visibles avant l'embarquement,. Le thème original de Star Tours composé par Richard Bellis est conservé.

## Versions de l'attraction

### Disney's Hollywood Studios

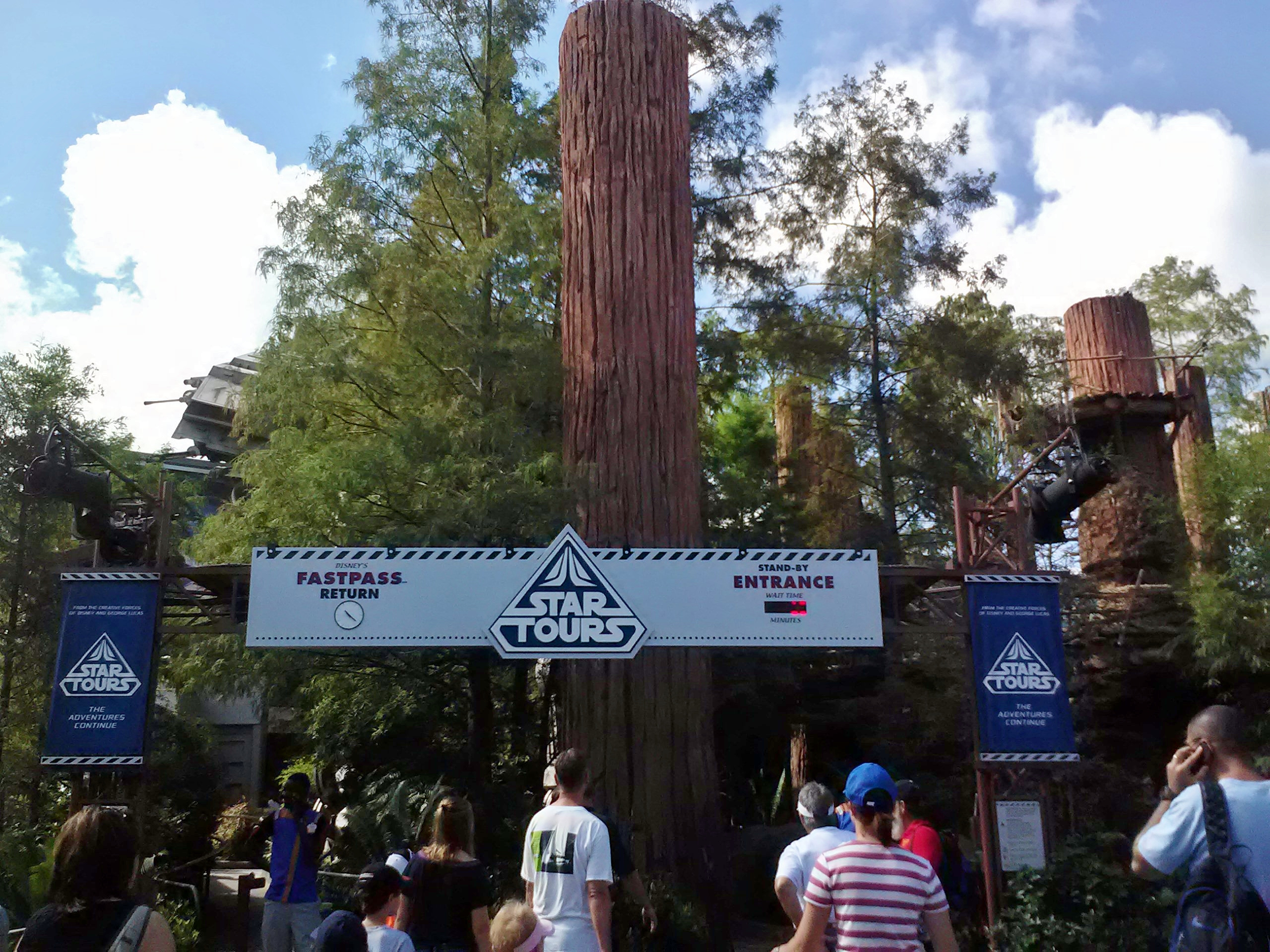
Entrée de l'attraction aux Disney's Hollywood Studios.

La version des Disney's Hollywood Studios est la première à ouvrir ses portes le 20 mai 2011. Localisée à Backlot, sa file d'attente extérieure est restée inchangée. Ainsi, il s'agit toujours d'une reproduction de la forêt de la lune d'Endor où trône un TB-TT tourné vers les visiteurs.
Cette attraction bénéficie du système FastPass
- Ouverture : 20 mai 2011[27]
- Conception : Walt Disney Imagineering
- Effets spéciaux : Industrial Light & Magic
- Nombre de simulateurs : 6
- Taille minimale requise pour l'accès : 1,02 m
- Durée : 5 min
- Type d'attraction : simulateur de vol, cinéma dynamique
- Situation : 28° 21′ 20″ N, 81° 33′ 32″ O
- Attraction précédente :
  - Star Tours (1989-2010)

### Disneyland

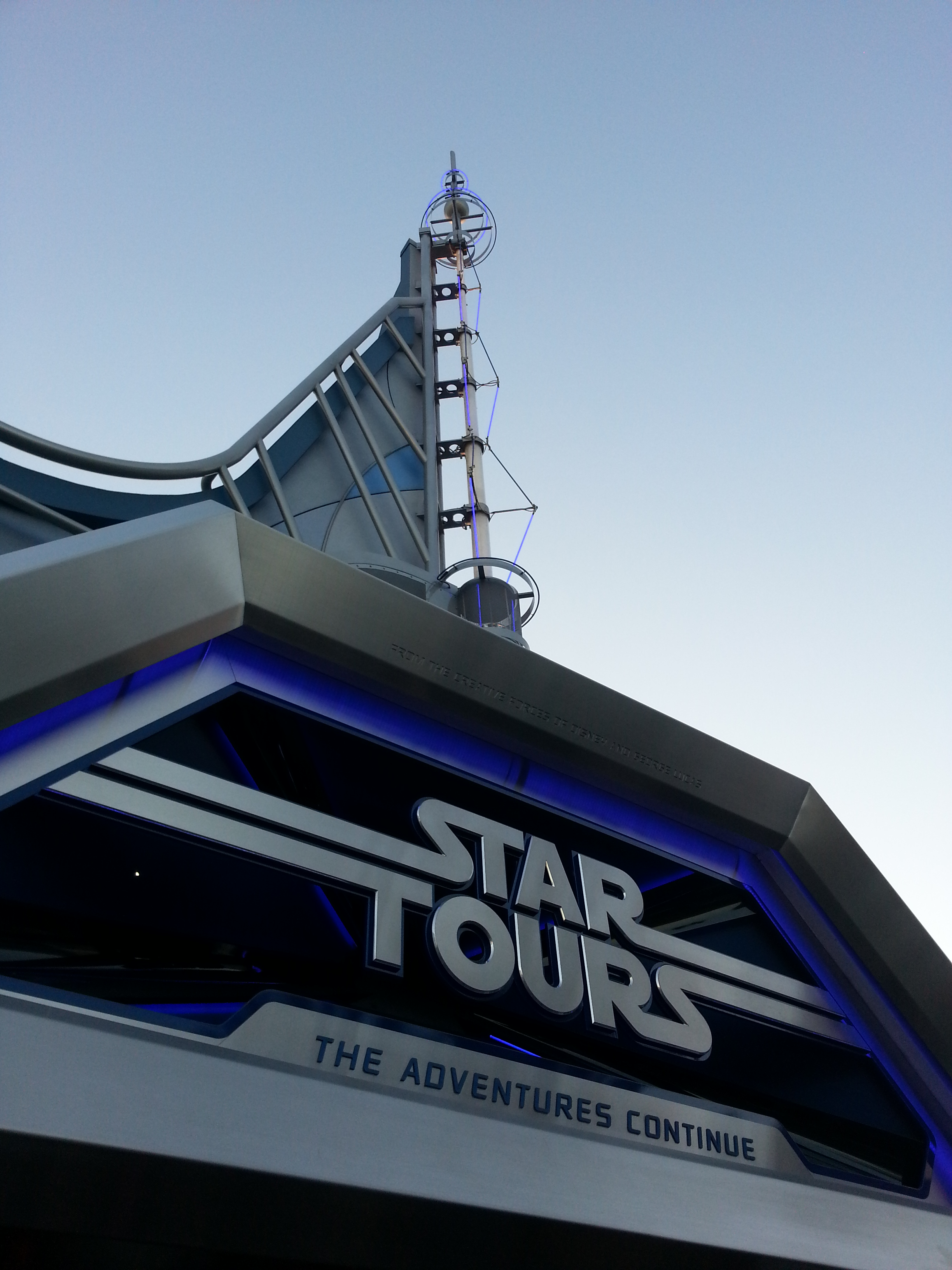
Entrée de l'attraction à Disneyland.

La version de Disneyland ouvre le 3 juin 2011, quelques jours après celle des Disney's Hollywood Studios. Localisée à Tomorrowland, sa file d'attente rappelle les différentes étapes d'un voyage en avion. Le visiteur passe notamment devant un écran géant présentant les différentes destinations possibles depuis cet astroport, puis dans une zone où sont contrôlés les bagages et les visiteurs.
- Ouverture : 3 juin 2011[29]
- Conception : Walt Disney Imagineering
- Effets spéciaux : Industrial Light & Magic
- Nombre de simulateurs : 4
- Taille minimale requise pour l'accès : 1,02 m
- Durée : 5 min
- Type d'attraction : simulateur de vol, cinéma dynamique
- Situation : 33° 48′ 43″ N, 117° 55′ 05″ O
- Attraction précédente :
  - Star Tours (1987-2010)

### Tokyo Disneyland

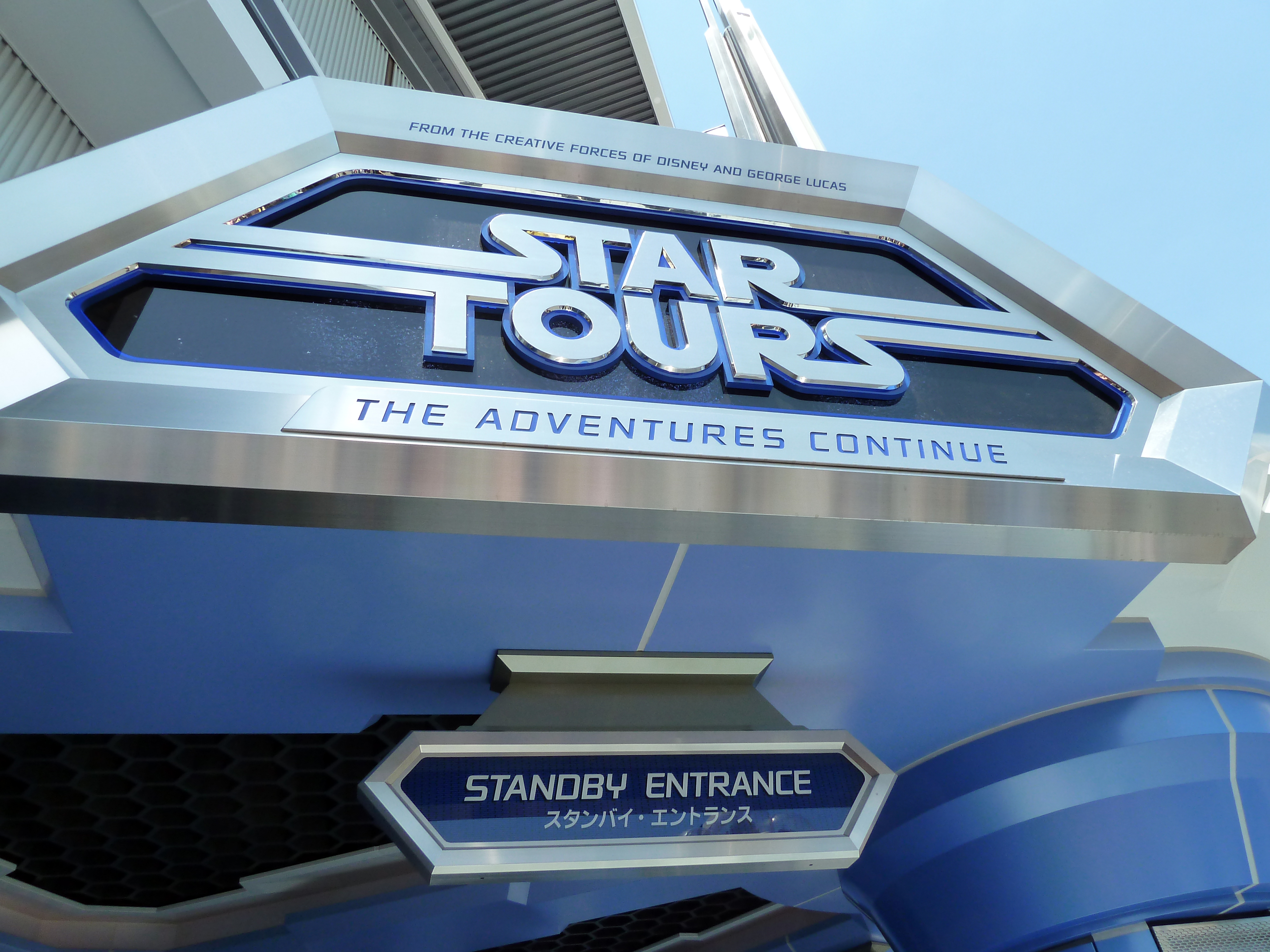
Entrée de l'attraction à Tokyo Disneyland.

La version de Tokyo Disneyland ouvre le 7 mai 2013. Localisée à Tomorrowland, sa file d'attente ressemble à celle de Disneyland.
- Ouverture : 7 mai 2013
- Conception : Walt Disney Imagineering
- Effets spéciaux : Industrial Light & Magic
- Nombre de simulateurs : 6
- Taille minimale requise pour l'accès : 1,02 m
- Durée : 5 min
- Type d'attraction : simulateur de vol, cinéma dynamique
- Situation : 35° 38′ 00″ N, 139° 52′ 42″ E
- Attraction précédente :
  - Star Tours (1989-2012)

### Disneyland Paris

Les entrées du Starport et de Star Tours : L'Aventure Continue au parc Disneyland.

Cette attraction bénéficie du système FastPass
Cette attraction bénéficie du système Disney Premier Access
- Ouverture : 26 mars 2017
- Conception : Walt Disney Imagineering
- Effets spéciaux : Industrial Light & Magic
- Nombre de simulateurs : 6
- Taille minimale requise pour l'accès : 1,02 m
- Durée : 5 min
- Type d'attraction : simulateur de vol, cinéma dynamique
- Situation : 48° 52′ 30″ N, 2° 46′ 44″ E
- Attraction précédente :
  - Star Tours (1992-2016)

## Adaptation

### Séries télévisées
Il est fait mention de certains éléments de l'attraction dans une série télévisée. C'est notamment le cas de la compagnie fictive de vol spatiaux Star Tours dont des posters publicitaires pour cette compagnie sont visibles dans plusieurs épisodes de la série télévisée d'animation Star Wars: The Clone Wars.

### Cinéma

Un StarSpeeder 1000 en maintenance dans la file d'attente de l'attraction.

Lors de la réalisation du dernier épisode de la troisième trilogie de Star Wars intitulé L'Ascension de Skywalker, il est prévu d'inclure un StarSpeeder 1000. Il s'agit du vaisseau dans lequel les visiteurs montent à bord dans l'attraction. Celui-ci devait être visible lors de la bataille finale au-dessus d'Exegol,. Cela devait faire écho aux nouvelles scènes ajoutées à l'attraction à l'occasion de la sortie du film, dans lesquelles les visiteurs à bord de leur vaisseau participent à cette bataille.

### Figurines et jouets
De nombreuses figurines représentent des personnages ou des éléments de l'attraction. Ainsi des modèles miniatures des StarSpeeder 1000 sont mis en vente, il peut s'agir de la version visible dans Star Tours: The Adventures Continue, mais aussi d'autres versions de différentes couleur correspondant à d'autres lignes de la compagnie spatiale,. L'ensemble de ces figurines n'est vendu que dans les parcs Disney.

## Réception
Star Tours: The Adventures Continue est parmi les attractions les plus populaires des parcs Disney dans le monde. Dans un classement des meilleures attractions Star Wars sur le site de fans de Disney Laughing Place, elle est deuxième, les différentes combinaisons de scénarios possibles rendant l'expérience presque unique pour les visiteurs.